# Gli uomini della terra selvaggia
Gli uomini della terra selvaggia (The Badlanders) è un film western del 1958 diretto da Delmer Daves con Alan Ladd. È basato sul romanzo La giungla d'asfalto (The Asphalt Jungle) di W. R. Burnett (1949).

## Trama
Due ex detenuti, Van Hoek (detto l’“Olandese”) e MacBain, fanno ritorno nella cittadina mineraria di Prescott, in Arizona, dov’erano stati arrestati tempo prima, quando Van Hoek aveva da poco scoperto un ricchissimo filone aurifero in un pozzo secondario abbandonato ma ancora unito da una galleria nascosta alla miniera principale. Van Hoek, con l’aiuto di MacBain e di Vincente (un esperto di esplosivi), intende recuperare quanto più oro possibile facendo saltare la vena segreta tramite un’esplosione sincronizzata con quelle della miniera regolare, per rivenderlo poi a un uomo d’affari di Prescott, il signor Lounsberry. Costui però non ha alcuna intenzione di anticipare la somma di centomila dollari per il minerale che i tre uomini gli daranno, e con l’aiuto del vicesceriffo cercherà di convincerli a lasciargli ugualmente l’oro durante il tempo necessario per raccogliere il denaro. Van Hoek e MacBain fiuteranno l’imbroglio e fuggiranno col bottino, mentre sulle loro tracce si metteranno gli uomini di Comanche, un duro locale acerrimo nemico di MacBain.

## Produzione
Il film, diretto da Delmer Daves su una sceneggiatura di Richard Collins con il soggetto di W.R. Burnett (autore del romanzo), fu prodotto da Aaron Rosenberg per la Arcola Pictures e Metro-Goldwyn-Mayer e girato nella contea di Imperial e nei Metro-Goldwyn-Mayer Studios a Culver City in California, e nel ranch di Old Tucson a Tucson e nello Yuma Territorial Prison State Park a Yuma in Arizona.

## Distribuzione
Il film fu distribuito negli Stati Uniti dal 3 settembre 1958 al cinema dalla Metro-Goldwyn-Mayer. È stato poi pubblicato in DVD negli Stati Uniti dalla Warner Home Video nel 2009.
Alcune delle uscite internazionali sono state:
- in Germania Ovest il 18 dicembre 1958 (Geraubtes Gold)
- in Austria nel gennaio del 1959 (Geraubtes Gold)
- in Svezia il 2 febbraio 1959 (Vredens män)
- in Belgio il 20 febbraio 1959 (L'or du Hollandais)
- in Finlandia il 13 marzo 1959 (Lainsuojattomat)
- in Francia il 29 aprile 1959
- in Spagna il 21 settembre 1959 (Arizona, prisión federal)
- in Danimarca il 26 dicembre 1959 (Hævntørst)
- in Portogallo (Os Homens das Terras Más)
- in Grecia (Ta sidera spazoun)
- in Italia (Gli uomini della terra selvaggia)

## Critica
Secondo il Morandini il film è "un racconto che fila come un TEE senza fermate con personaggi efficaci e stereotipati".

## Remake
Gli uomini della terra selvaggia è un remake di Giungla d'asfalto (The Asphalt Jungle) di John Huston del 1950. Un successivo remake del 1963 è Rapina al Cairo (Cairo) di Wolf Rilla con George Sanders.

## Curiosità
Durante le riprese i due attori Katy Jurado ed Ernest Borgnine si innamorano unendosi successivamente in matrimonio.